# Podręczna encyklopedia powszechna
Podręczna encyklopedia powszechna – 6-tomowa, polska encyklopedia wydana w Warszawie w latach 1873–1901.

## Historia
Encyklopedia powstała w redakcji warszawskiego tygodnika Przegląd Tygodniowy Życia Społecznego, Literatury i Sztuk Pięknych wydawanego w latach 1866–1904 pod redakcją Adama Wiślickiego .

## Opis
Miała dwa wydania:
Wydanie pierwsze, trzytomowe z atlasem w latach 1873–1875. wyd. pracą i staraniem Adama Wiślickiego, nakładem Redakcyi Przeglądu Tygodniowego, Drukarnia Przeglądu Tygodniowego, Warszawa, 1873   :
- T. 1 (A-Gyrophora), 946 stron, 10 kolorowych tablic[1] ,
- T. 2 (H. do Mzeńsk), 660 stron[4] ,
- T. 3 (N. do Żywotna siła), 920 stron[5] .

Drugie, sześciotomowe wydanie Encyklopedia Podręczna Powszechna, podług 5go wydania Meyera, opracowane i uzupełnione pod przewodnictwem Adama Wiślickiego, red. Przeglądu Tygodniowego, wydaw. i druk. Przeglądu tygod., Gebethner i Wolff  :
- t.I (A-B), 612 stron[6] ,
- t. 2 (C-F), 632 stron[7] ,
- t. 3 (G-J), 460 stron[8] ,
- t. 4 (K-M), 708 stron[9] ,
- t. 5 (N-R), 576 stron[10] ,
- t. 6 (S-Ż), 734 stron[11] .